# British Library of Political and Economic Science

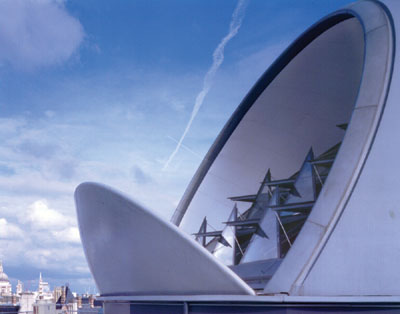
Dach der British Library of Political and Economic Science

Die British Library of Political and Economic Science (BLPES), meist kurz als LSE Library bezeichnet, ist die zentrale Universitätsbibliothek der London School of Economics and Political Science. Sie gilt als eine der weltweit größten Fachbibliotheken für Sozial- und Wirtschaftswissenschaften.
Die Bibliothek wurde 1896 eröffnet und ist heute an der Portugal Street in London gelegen. Das derzeitige Gebäude aus dem Jahr 1916 war der vormalige Stammsitz der Bücher- und Zeitschriftenkette WHSmith und wurde 1976 übernommen. 2001 wurde es durch das Architekturbüro Foster + Partners erweitert, unter Teilnahme von HRH Anne, Princess Royal wiedereröffnet und im gleichen Jahr mit dem Civic Trust Award ausgezeichnet.
Aufgrund seiner nationalen und internationalen Bedeutung mit über 4 Millionen Büchern und 33.600 Fachzeitschriften wurde es durch den Museums, Libraries and Archives Council (MLA) mit dem „Designated status“ honoriert. Die Bibliothek fungiert auch als UN-Depotbibliothek (seit 1946) und European Documentation Centre (seit 1964).
Das tägliche Besucheraufkommen beläuft sich auf 6.500 Personen. Derzeitige (2024) Direktorin ist Niamh Tumelty.